# جامع مالك بن أنس (بغداد)
جامع مالك بن أنس من مساجد بغداد الحديثة التي بنيت في عام 1977م، ويقع في حي العدل في جانب الكرخ من مدينة بغداد. تم تشيده على نفقة أحد سكان أهل المنطقة. تبلغ مساحته الكلية 1200م2 ومساحة الحرم 2850م2، ويستوعب لحوالي 1000 مصل.

## نشاطات المسجد
إقامة دورات تحفيظ القرآن في العطلة المدرسية الصيفية، حيث يخرج المسجد قرابة (30 طالب وطالبة) كل عام من مختلف الأعمار، يتم تحفيظهم أجزاء من القرآن، بالإضافة إلى بعض الأمور الفقهية والآداب الإسلامية.
وتقام في المسجد صلاة الجمعة وصلاة العيدين والصلوات الخمس.
ويقدم المسجد المساعدات المادية والاغاثية للعوائل الفقيرة والمتعففة وعوائل الشهداء والمعتقلين.

## بناء المسجد
- الحــــرم: مستطيل الشكل مساحته (27م × 25م) تقريباً مبني من الطابوق ويرتفع السقف بحوالي (5م)، وقد زينت جدرانه بالآيات الكريمة من الداخل.
- المــنارة: منارته دائرية الشكل، يبلغ طولها (35م)، وقطرها (3م)، مبنية من الطابوق ومكسوة بالقاشاني الازرق المزخرف في بعض اجزائها، وتحتوي على ثمانية ابواق صوتية.
- القبـــــــة: فيه قبة صغيرة فوق المحراب مباشرة، يبلغ قطرها حوالي (3م)، وارتفاعها عن الأرض (5م) تقريباً، مبنية من الطابوق ومكسوة بطبقة من الصبغ الاخضر.
- المنبر: فيه منبر للخطابة مصنوع من الخشب الصاج.
- المحفـــل: فيه محفل لقارئ القرآن الكريم مصنوع من الخشب الصاج أيضاً.
- المحراب: فيه محراب كبير، تعلوه القبة.
- المكتبة: توجد فيه بعض الرفوف التي وضعت عليها كتب متفرقة،
- حرم النساء: يحتوي على حرم إضافي للنساء، معزول.
- أبواب المسجد: للمسجد أكثر من باب تطل عليه، وقد كتب على مدخل الباب الرئيسية المؤدية للحرم بالقاشاني الازرق تاريخ إنشاء المسجد
- ملحقات المسجد: ويوجد للمسجد منزل ملحق به موقوف لمن يتولى الإمامة والخطابة فيه، وفيه مغسل لغسل وتكفين الأموات، وبعض الحدائق الجميلة الواسعة، وكراج لوقوف السيارات.

## شهداء المسجد
من شهداء المسجد: مصعب أبو عمر وهو ضابط عسكري وقائد كبير في الجيش العراقي السابق.

## عدد المصلين
عدد المصلين قبل الغزو الأمريكي للعراق كان في صلاة الجمعة حوالي (700مصلِّ) وفي الفروض اليومية يصل العدد إلى (20 ـ 30 مصلِّ)، أما بعد غزو العراق ففي صلاة الجمعة يصل العدد إلى (500 مصلِّ) وفي الفروض اليومية يصل العدد بين (10 ـ 20 مصلِّ).